# True Defiance
True Defiance è il sesto album in studio del gruppo musicale metalcore statunitense Demon Hunter, pubblicato nel 2012.

## Tracce
1. Crucifix – 3:44
2. God Forsaken – 5:49
3. My Destiny – 4:15
4. Wake – 4:12
5. Tomorrow Never Comes – 4:54
6. Someone to Hate – 5:24
7. This I Know – 4:04
8. Means to an End – 2:50
9. We Don't Care – 3:37
10. Resistance – 4:25
11. Dead Flowers – 5:23

## Formazione
- Ryan Clark - voce
- Patrick Judge - chitarra, cori
- Jeremiah Scott - chitarra
- Jonathan Dunn - basso
- Timothy "Yogi" Watts - batteria